# Methylamin

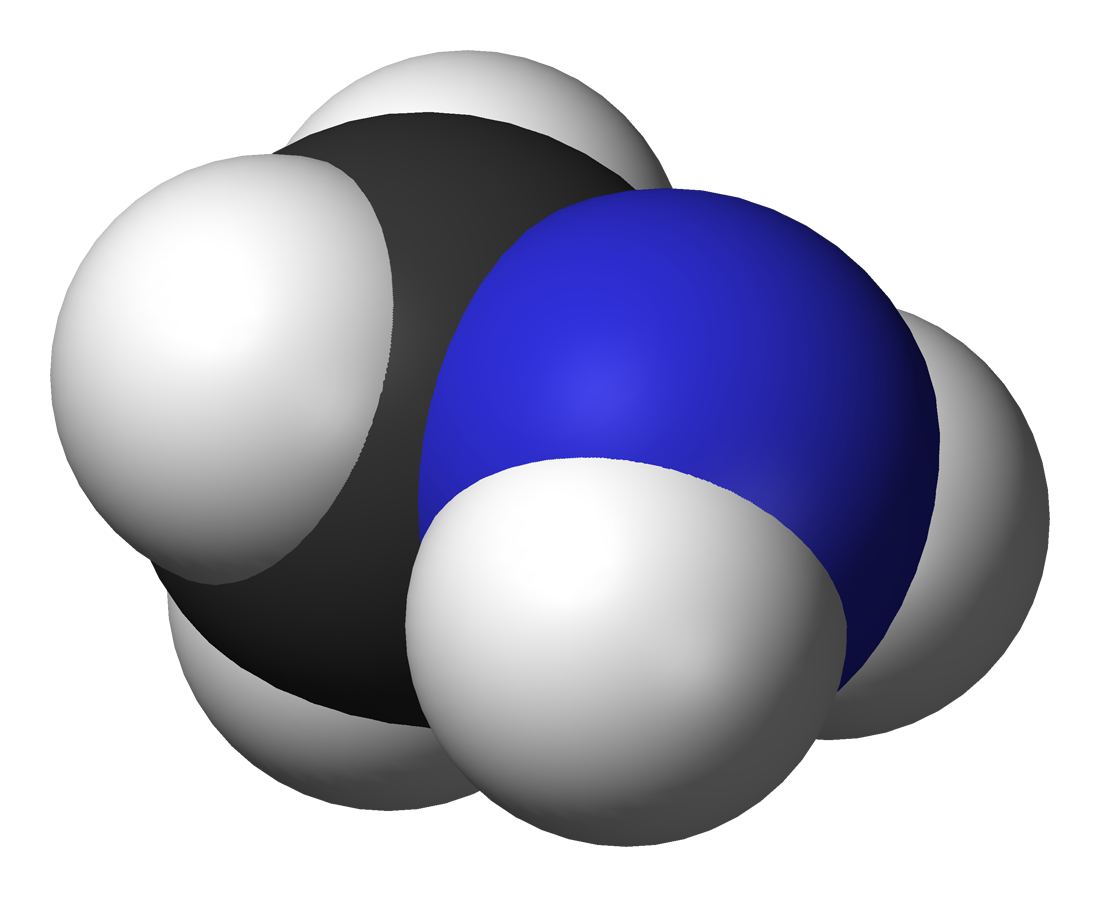
Model molekuly

Methylamin (mimo chemii dle PČP metylamin) (CH3NH2) je nejjednodušší amin. Vzniká společně s dimethylaminem při hnití ryb.

## Vlastnosti
Jeho bod vzplanutí je 8 °C, pKa je 10,62 (je to tedy slabá zásada).
Také je to nukleofilní činidlo. Rybí zápach způsobený methylaminem lze zamaskovat citronovou šťávou, která reaguje acidobazicky.

## Bezpečnost
LD50 je (pro myši) 2 400 mg/kg.
Methylamin je také prekurzorem metamfetaminu.

## Výroba
Vyrábí se reakcí amoniaku s methanolem za přítomnosti katalyzátoru:
CH3OH + NH3 → CH3NH2 + H2O
Touto reakcí se ročně vyrobí více než 400 000 t methylaminu.

## Příprava
V laboratoři se připravuje hydrochlorid methylaminu reakcí formaldehydu a chloridu amonného:
NH4Cl + HCHO → CH2=NH·HCl + H2O
CH2=NH·HCl + HCHO + H2O → CH3NH2·HCl + HCOOH